# غرم أب (كرج)
غرم‌ أب هي قرية في مقاطعة كرج، إيران. يقدر عدد سكانها بـ 45 نسمة بحسب إحصاء 2016.